# Black ’n Blue (Album)
Black ’n Blue ist das 1984 erschienene Debütalbum der aus Portland, Oregon, stammenden, in Los Angeles, Kalifornien, ansässigen Hard-Rock-Band Black ’n Blue. In Deutschland war das Album zunächst nur als Importware erhältlich.

## Entstehungsgeschichte
Noch in Portland wohnend, waren die Musiker nach Los Angeles gefahren, um im bekannten Club Troubadour einen Auftritt abzuhalten. Dort entdeckte sie Don Dokken. Unter seiner und Michael Wageners Regie entstand ein Demotape, das eigentlich als Independent-EP hätte veröffentlicht werden sollen. Letztlich rückten sie aber von diesem Vorhaben ab, weil ihnen mehr, das heißt ein Majorvertrag, möglich schien. In Geffen Records fanden sie auch bald einen Interessenten und nach Testkonzerten ging die LP in Planung. Wagener stellte den Kontakt zum Scorpions-Produzenten Dieter Dierks in Stommeln nahe Köln her, wo die Aufnahmen stattfinden sollten. Zuvor schon hatte Brian Slagel die Demoversion des Liedes Chains Around Heaven der noch vertragslosen Band auf seinem ersten Metal-Massacre-Sampler an erster Stelle platziert (allerdings erst ab der zweiten Auflage).
Im Januar 1984 setzte die Band nach Europa über. Die Arbeit am selbstbetitelten Album begann Mitte Februar. Als Erscheinungstermin war Juni 1984 avisiert, letztlich erschien es im August. Den Aufenthalt in Europa nutzte die Band, um Anfang April im legendären Londoner Hammersmith Odeon die Whitesnake-Show zu eröffnen.
Black ’n Blue erzielte nicht den gewünschten Erfolg, wofür hauptsächlich die geglättete Produktion verantwortlich gemacht wurde. Speziell auf Deutschland bezogen aber auch die erschwerte beziehungsweise verteuerte Beschaffung über Import. Letztgenannter Erfolgshemmer wurde erst im Frühjahr 1986 ausgeräumt. Statt zur raueren Gangart zurückzukehren, suchte die Band daraufhin jedoch ihr Heil in noch melodischeren Arrangements. Sänger St. James bemerkte dazu: „Ich würde sagen, unser erstes Album war um einiges heavier als das neue. Aber es war auch weniger richtungsweisend. Wir sind jetzt dabei unseren Stil zu finden.“ Und an anderer Stelle: „Melodischer Rock liegt uns einfach. Wir entwickeln uns mehr und mehr in diese Richtung.“ Besagte Richtung wurde – das war dem Kerrang!-Mitarbeiter Paul Suter in seiner 1985 erschienenen Heavy Metal Enzcyclopedia schon bezüglich des Debüts klar – von Mötley Crüe und Ratt dominiert, in deren Schatten nur wenig gedeihen konnte. In den Billboard-Charts belegte das Album Position 129.

## Titelliste
Seite 1:
1. The Strong Will Rock (Thayer/St. James) – 4:02
2. School of Hard Knocks (Thayer/St. James) – 4:00
3. Autoblast (Thayer/St. James/Warner) – 3:52 (auch auf der Epic-Kompilation The New Gladiators, 1985)
4. Hold On to 18 (Thayer/St. James) – 4:12
5. Wicked Bitch (Thayer/St. James) – 4:16

Seite 2:
1. Action (Brian Conolly/Andy Scott/Mick Tucker/Steve Priest) – 3:32 (The-Sweet-Coverversion)
2. Show Me the Night (Thayer/St. James) – 4:00
3. One for the Money (Thayer/St. James) – 4:18
4. I'm the King (Thayer/St. James/Young/Holmes) – 3:40
5. Chains Around Heaven (Thayer/St. James) – 3:58 (auch auf der zweiten Auflage der Metal-Blade-Kompilation Metal Massacre I, 1982)

## Rezeption
Andreas Kraatz schrieb 1984 im Musikexpress/Sounds: „Clever arrangierter Power-Rock mit Metal-Dosis, mittlere Gewichtsklasse, einige Songs auf Radio-gemäßem Niveau, elegant und erfolgversprechend zugleich.“ Seine Wertung lautete 3 Punkte. Jens Schmiedeberg vertrat im Metal Hammer 1985 die Ansicht, dass „gute Ideen“ nicht adäquat umgesetzt worden seien, weshalb es nur wenige herausragende Stücke gebe, das Gros sei „gesundes Mittelmaß“. Dem „melodisch treibenden Hard-Rock“ traute er zu, „zur Spitze aufsteigen“ zu können.
Anlässlich der Wiederveröffentlichung als Japan-CD bezeichnete Oliver Klemm 1995 im Rock Hard The Strong Will Rock und Hold On to 18 als „Classics der originalen L.A.-Szene“, auch wenn im Gegensatz zum Demo das kantige Element bedauerlicherweise verschwunden sei. Unter den seiner Meinung nach „vergessenen Perlen“ führte Götz Kühnemund 1997, ebenfalls im Rock Hard, das Album auf, denn The Strong Will Rock, Chains Around Heaven und Hold On to 18 seien „unsterbliche Hits im Kiss/W.A.S.P.-Stil“.
Die Internetplattform Allmusic legte sich auf 3 von 5 möglichen Sternen fest. Bei metalreviews.com wurde eine Bewertung von 90 % (Mike) und 92 % (Jeff) vergeben. Killer-Songs seien Autoblast, Hold On to 18, Wicked Bitch sowie Chains Around Heaven.